# Peter Machin
Peter Machin (Adelaide, 30 augustus 1973) is een Australische darter, uitkomend voor de BDO.

## Carrière
In 2016 speelde Machin op de BDO World Trophy van 2016. Hij bereikte de finale waar hij van Darryl Fitton verloor met 13-9 in legs.
In 2017 wist Machin de BDO World Trophy op zijn naam te schrijven door in de finale Welshman Martin Phillips met 10-8 in legs te verslaan. Deze overwinning zorgde ook voor kwalificatie voor de Grand Slam of Darts 2017. Hij speelde in Groep C tegen Phil Taylor, James Wade en Robbie Green. De wedstrijden tegen Taylor en Wade gingen beide met 5-1 in legs verloren maar Machin wist met 5-3 van Green te winnen.

## Resultaten op Wereldkampioenschappen

### WDF

#### World Championship
- 2023:  Laatste 32 (verloren van James Richardson met 0-3)
- 2024: Kwartfinale (verloren van Shane McGuirk met 0-4)

#### World Cup
- 2011: Laatste 16 (verloren van Martin Phillips met 2-4)
- 2013: Laatste 16 (verloren van Wayne Warren met 2-4)
- 2015: Laatste 32 (verloren van Marko Kantele met 3-4)
- 2017: Laatste 16 (verloren van Willem Mandigers met 1-4)
- 2019: Runner-up (verloren van Darren Herewini met 6-7)
- 2023: Laatste 32 (verloren van Berry van Peer met 3-4)